# Хондергей
Сільське поселення (сумон) Хондергей (тив.: Хөндергей) входить до складу Дзун-Хемчицького кожууну Республіки Тува Російської Федерації.

## Населення
Населення сумона станом на 1 січня року
| Рік    | 2011 | 2012 | 2013 | 2014 | 2015 |
| ------ | ---- | ---- | ---- | ---- | ---- |
| Насел. | 911  | 924  | 922  | 934  | 940  |